# Sant Martí de Riucorb
Sant Martí de Riucorb är en kommun i Spanien.   Den ligger i provinsen Província de Lleida och regionen Katalonien, i den östra delen av landet, 400 km öster om huvudstaden Madrid. Antalet invånare är 695. Arean är 35 kvadratkilometer. Sant Martí de Riucorb gränsar till Preixana, Verdú, Nalec, Vallbona de les Monges, Maldà och Belianes. 
Terrängen i Sant Martí de Riucorb är lite kuperad.